# Xorides minutus
Xorides minutus là một loài tò vò trong họ Ichneumonidae.